# 観用少女
観用少女(プランツ・ドール)は朝日ソノラマ『眠れぬ夜の奇妙な話(ネムキ)』に連載されていた川原由美子の漫画。
眠れぬ夜の奇妙な話コミックス全4巻、朝日ソノラマ文庫全2巻、愛蔵版2冊。更に、文庫版と愛蔵版には新版がある。

## あらすじ
ミルクと愛情を糧に生きる、観用少女と人間たちのオムニバス物語。作品に登場する人間には名前が登場しない。
また、ネムキ本誌に掲載されていた物と、本に収録された物では内容が一部変更された話がある他、
「プレゼント」のように本誌に2回登場し、前半部は同じでも、1話構成で終わる物、2話構成で終わる物と、それぞれ違う物語として結末を迎える話などもある。

## 観用少女の概要
"名人"の称号を持つ職人たちが丹精込めて作り上げた「生きる人形。」長髪の幼女の姿をしており、眠りながら持ち主に出会えるのを待っている。
寿命は環境次第で変わる。何十年も変わらない状態でいることも可能である。
主食は特別なミルク。日に三度与える。飲み終わると極上の笑顔を見せるのが特徴。ただし通常のミルクやケーキでも環境次第では何とかなるらしい。
肥料として砂糖菓子を週に一度与えると色艶が保て、またビタミン・ミネラルを豊富に含んだ合成肥料もよい。
持ち主の愛情も重要な栄養で、不足するとミルクを飲まなくなり、徐々に質感などを損ない最後には「枯れて」しまう。
波長の合う者に出会うと目を覚ます。一度目覚めたらその者以外に目を向けなくなってしまうので、引き取らないと「枯れて」しまう。もう一度眠らせることは可能だが、メンテナンスを必要とする。
目覚めれば自立歩行が可能である。トイレ・着替え・入浴も自分でできる。
言葉は基本的に話さないが、環境次第で覚えさせることは可能である。
ミルクや砂糖菓子以外のものを与えると変質し「育って」しまう。
取り扱っているのは街で一店舗のみ。チャイナ服の男性の店員が客達を迎える。
手に入れるには、目玉が飛び出るほどの大金を必要とする。
返品・下取りは可能だが、価格は買った金額より格段に低くなってしまう。

## 観用少女の改良種・亜種
香り人形(ポプリ・ドール)
体から芳香を放つ少女。毎食時に香り玉をミルクと共に与える。
歌う少女
歌を歌う少女。"オランピア"が試作品として作られた。
アクアプラン虫
水中で生活し、光合成をする。最初はピンポン玉程度の大きさだが成長が早くどこまで大きくなるかは不明。水から出すと水分が奪われてしぼんでしまう。すぐに水中に戻せば問題ないが、しぼんだ時点の大きさで固定される。観用少女を扱う店のものではないらしい。

## 観用少女に関する物
ミルク
人肌に温めて与える。少女専用のものもあり、市販のものより栄養価が高い(その分驚くほど高価)。環境次第で市販の牛乳で育てることも可能。
砂糖菓子
少女の肥料。週に一度与えると良い。
香り玉
香り人形に毎食与える飴玉。同じものを与えても、芳香は少女ごとに異なる。人間が食べても無害で、同じような効果が得られる。
天国の涙
最高に愛された観用少女が流す涙。結晶化して宝石のようになる。非常に希少で少女本体よりも高価に取引される。色は様々で、少女が最後に見た光景を映すことが多い。
花冠(ティアラ)
観用少女にのみ寄生する植物。開花本能が強く、一度根を張れば必ず咲く。十分に愛を受けて育った少女を栄養源にすると見事な珊瑚色の花を咲かせ、甘美な憂鬱を受けて育った少女を宿主にするとより稀少性の高い青い花をつける。しかし、少女は花に栄養を奪われ花冠の開花後まもなく枯れてしまうため、持ち主たちの多くは花冠を育てることを好まず、そのために幻と言われている。

## 各作品と、それに登場した観用少女
※第一話(食卓のミルク)では持ち主が命名することになっているが、その後店員がつけた"銘"を持ったものも登場している。
以下、持ち主が名付けたものを名前、店員がつけたものを銘とする。
食卓のミルク　「エンジェル(名前)」
1992年「眠れぬ夜の奇妙な話」VOL.10　　　
ソバージュヘアの少女。10年に一度の逸品であったが、酒好きになり変質してしまった。
ポプリ・ドール　「(名前・銘不明)」
1993年「眠れぬ夜の奇妙な話」VOL.16　　　
香り人形。少女を買い取った男の娘と双子のように良く似ている。
スノウ・ホワイトPart1　「白雪(銘)」
スノウ・ホワイトPart2　「(名前・銘不明)」
1994年「眠れぬ夜の奇妙な話」VOL.18　　　　
(Part1)漆黒の髪、血のような紅の唇、雪のような白い肌の最上級品の少女。故あって店に戻ってきた。
(Part2)三つ編みの少女。死を間近にした男と店を抜け出した。空色の天国の涙を流す。
RAINY MOON　「雨にぬれた月(銘)」
1994年「ネムキ」VOL.20　　　　　
黄金色の髪、青白い肌、月夜色の瞳の少女。いつも満月付近の雨夜に目覚めては物思いにふけるように一点を見つめている。
ラッキードール　「乙姫(名前)」
1994年「ネムキ」VOL.21　　　　
幸運を呼ぶ？少女。好悪が激しく、主人である男には天女のような笑顔を向けるが、男の彼女には険しい顔を見せる。
ブルードール　「(名前・銘不明)」
1994年「ネムキ」VOL.22　　　　　
ストレートヘアの少女。持ち主が夜逃げしたため、置き去りにされてしまった。面倒を見てくれた男と離れることになった時、天国の涙を流した。
空中庭園　「お嬢さん(名前・銘不明)」
1995年「ネムキ」VOL.23　　
街の名士だった老人が持ち主だった。老人の息子と一緒に空中庭園に住んでいる。老人の遺言を執行するための言葉を預かっている。
ミッシング・ドール　「あの子(名前・銘不明)」
1995年「ネムキ」VOL.24　　　
黒髪の少女。持ち主の願いから「育った」が、自分が観用少女だったことを忘れていた。赤い天国の涙を流す。
宝石姫　「宝石姫(名前)、宝石姫の妹(名前・銘不明)」
1995年「ネムキ」VOL.25　　　　
白い肌に緑の宝石が映える金髪の観用少女。不慮の事故で死んだ少女に似ている。
死んだ少女の弟は観用少女に好かれる体質だったため、店に行った時に新しい観用少女を目覚めさせてしまった。引き取ることになり、宝石姫の妹とされる。
天使の役作り　「うちのお姫様(名前・銘不明)」
1995年「ネムキ」VOL.26　　　　
ウェーブヘアの少女。グラビアモデルだった持ち主の成長・発展を温かく見守る。
楽園の果実　「オランピア(名前か銘かは不明)」
1995年「ネムキ」VOL.27　　　　
観用少女の改良種・歌う少女のプロトタイプ。殺された老人の持ち物だったが、さらわれて犯人の男のもとにいた。
桃源郷 「みどりちゃん(名前)、ゆりちゃん(名前)、すいかずらちゃん(名前)」
1995年「ネムキ」VOL.28
みどりちゃんは黒髪の香り人形。森の香りがする。ゆりちゃんはストレートヘアの香り人形。百合の香りがする。
すいかずらちゃんは他の二人よりも小柄で末っ子的な存在の香り人形。スイカズラの香りがする。
三人共に「木になってしまう難病」研究所に住んでおり、集められた患者達の遊び相手になっている。
サークル　「(名前・銘不明)」
1996年「ネムキ」VOL.29　　　
観用少女サークルで育てていた少女。サークル員が次々に規約を破ったため、育ってしまった。
蜜月　「僕の可愛いスイートハニームーン(名前)」
1996年「ネムキ」VOL.30
持ち主の娘の幼い頃にそっくりな少女。持ち主に溺愛されている。
空をとぶ夢　「(名前不明)」
1996年「ネムキ」5月号　　　　
寝る前に小説家である持ち主が話すおはなしが好き。持ち主が好きだった編集者の名前をつけている。
翠玉　「翠玉(銘)」
1996年「ネムキ」7月号　　　　
翡翠色の瞳と輝く肌をもつ少女。10年に一度の極上品。ヒモをしていた男が惚れ込んで店から持ち出したが、ついにその瞳を見ることはできなかった。
嵐　「(名前・銘不明)」
1996年「ネムキ」9月号　　　　
持ち主の少女にそっくりな少女。占いをすることができる。持ち主の少女はいつ自分と入れ替わってもいいように少女の真似をしていた。
流砂　「(名前不明。少年にしか発音できない)」
1996年「ネムキ」11月号　　　　
水色の瞳の少女。病弱な少年の遊び相手として買われた。島に遊びに行った時、少年を連れて森へ消えた。
ムーンライト・シャドウ　「(名前・銘不明)」
1997年「ネムキ」1月号
眠り続けて待ちきれなくなり、突然目覚めた少女。小さい頃に「観用少女のタネ」を買った女性からお守りとしてタネをもらった。
オーロラ姫　「オーロラ姫(名前)」
1997年「ネムキ」3月号　
持ち主だった女性が出て行ってから15年間笑わない少女。女性の娘の結婚相手を選ぶ時、「少女を笑わせることが出来る相手」という条件がつけられた。
神様の盃　「エリクシール(名前)」
1997年「ネムキ」5月号
店で眠り続ける少女。2年前にそっくりな少女(エリクシール)を買った青年が通いつめているが目を覚まさない。
“プレゼント”　「(名前・銘不明)」
1998年「ネムキ」5月号　　　　
天使の種を持った少女。覚醒を促すため、気の集まる廃棄場に隠されていた。
珊瑚　「珊瑚(名前)」
1998年「ネムキ」9月号　　　　
酔ったお父さんが持ち帰ったアクアプラン虫。珊瑚の殻に包まれて眠っていた小さな人形。「観用少女」とは違い、光合成で育つ。
メランコリィの花冠　「月華(銘)」
1998年「ネムキ」11月号〜1999年「ネムキ」1月号　　　
青い瞳の少女。幻の「青い花冠(ティアラ)」を咲かせるために頭に苗を植えつけられた。
夜来香　「龍悩(名前)」
1999年「ネムキ」3月号
育ってしまった香り人形。宿屋で働きながら「観用少女の卵」を産み、孵してくれる相手を探している。
ユメデアウマナザシ　「(名前・銘不明)」
1999年「ネムキ」7月号　　　　　
冷やかしで店に来たバーテンの青年と波長が合い目覚めるが、引き取られることは無く何度もメンテナンスされる。後に機会があり青年が世話をすることになる。
御喋りな墓標　「眠り姫(名前・銘不明)」
1999年「ネムキ」9月号〜2000年「ネムキ」11月号
館の女主人が亡くなってからずっと眠り続けている少女。館の設計士の息子に会ったとき、目を覚ました。
冬の宮殿　「雪の女王(名前)」
2001年「ネムキ」1月号
笑わない少女。アミューズメントパーク『冬の庭園』のオープニングイベント時に「少女を笑わせることが出来れば賞金が出る」というイベントに利用された。

## 単行本
観用少女(1)(1995年01月/176P) ISBN 9784257902355 眠れぬ夜の奇妙な話コミックス
観用少女(2)(1996年03月/194P) ISBN 9784257902690 眠れぬ夜の奇妙な話コミックス
観用少女(3)(1997年03月/192P) ISBN 9784257902867 眠れぬ夜の奇妙な話コミックス
観用少女(4)(1999年03月/153P) ISBN 9784257903680 眠れぬ夜の奇妙な話コミックス
観用少女(1)(2001年03月/337P) ISBN 9784257720997 ソノラマコミック文庫
観用少女(2)(2001年08月/271P) ISBN 9784257721246 ソノラマコミック文庫
観用少女(1)新版(2007年10月/337P) ISBN 9784022670915 ソノラマコミック文庫
観用少女(2)新版(2007年10月/271P) ISBN 9784022670922 ソノラマコミック文庫
観用少女（明珠）(2006年12月/494P) ISBN 9784257905707
観用少女（夜香）(2007年02月/455P) ISBN 9784257905738
観用少女（明珠）新版(2007年10月/494P) ISBN 9784022130648
観用少女（夜香）新版(2007年10月/455P) ISBN 9784022130655
観用少女 I (2009年8月7日) ISBN 978-4022131416 眠れぬ夜の奇妙な話コミックス
観用少女 II (2009年9月4日) ISBN 978-4022131447 眠れぬ夜の奇妙な話コミックス
観用少女 III (2009年10月7日) ISBN 978-4022131454 眠れぬ夜の奇妙な話コミックス

## 雑誌
ネムキ増刊号"観用少女"特集(2006年6月19日)